# Teișani
Teișani es una comuna ubicada en el distrito de Prahova, Rumania.

## Superficie
Posee una superficie de 30,22 kilómetros cuadrados.

## Demografía
Hasta 2021 la población era de 3343 habitantes, con una densidad de población de 110,6 habitantes por kilómetro cuadrado.